# Coulommes-et-Marqueny
Coulommes-et-Marqueny ist eine französische Gemeinde mit 75 Einwohnern (Stand 1. Januar 2022) im Département Ardennes in der Region Grand Est; sie gehört zum Arrondissement Vouziers und zum Kanton  Attigny.

## Bevölkerungsentwicklung
- 1962: 095
- 1968: 113
- 1975: 092
- 1982: 084
- 1990: 107
- 1999: 087
- 2007: 093
- 2015: 094

## Sehenswürdigkeiten
- Ferme de Malval, in dem Paul Verlaine lebte

## Persönlichkeiten
- Paul Verlaine (1844–1896), Dichter
- Hubert Fontaine, Radiomoderator